# Вольфґанґ Баумґарт
Вольфґанґ Баумґарт (нім. Wolfgang Baumgart, 23 жовтня 1949 — 21 лютого 2011) — німецький хокеїст на траві.
Олімпійський чемпіон 1972 року, учасник 1968 року.